# First Message
《First Message》（初次告白）為日本歌手絢香第一張原創專輯，於2006年11月1日發行。在日本公信榜最高的紀錄為第1名。

## 解說
- 這張唱片是絢香出道後的第一張專輯。收錄了先前發行過的4張單曲，以及絢香初次作曲的「message」等15首歌。但『I believe』中的「夢的碎片」、『Real voice』收錄的「Peace loving people」、『三日月』中的並沒有收錄。

- 這張專輯的首批30萬張CD中，每100張會有1張附贈「GOLD TICKET」，讓幸運買到的樂迷，可以到2006年11月18日開始的全國巡迴演唱會現場，兌換絢香的神祕DVD。

## 發行版本
- CD ONLY

## 曲目
1. Start to 0(Love)
作詞：絢香/作曲：西尾芳彦/編曲：L.O.E
日本電視台與民間放送43社共同制作「第85回全国高校足球選手權大會」形象歌曲。
另外，隔年發行5th單曲「Jewelry day」的第3曲收錄本曲的Acoustic Ver.。
2. Real voice
作詞：絢香/作曲：西尾芳彦/編曲：L.O.E
富士電視台連續劇「戀愛維他命」主題歌。
3. Sha la la
作詞：絢香/作曲：西尾芳彦、絢香/編曲：L.O.E
4. Blue days
作詞：絢香/作曲：西尾芳彦/編曲：L.O.E
富士電視台連續劇「戀愛維他命」插入曲。
5. I believe
作詞：絢香/作曲：西尾芳彦、絢香/編曲：L.O.E
TBS電視台連續劇「輪舞曲」主題曲。
6. Stay with me
作詞：絢香/作曲：西尾芳彦、絢香/編曲：L.O.E
7. melody
作詞：絢香/作曲：西尾芳彦/編曲：L.O.E
8. 你的力量與成熟模樣（君のパワーと大人のフリ）
作詞：絢香/作曲：西尾芳彦、絢香/編曲：L.O.E
9. 永遠的故事（永遠の物語）
作詞：絢香/作曲：西尾芳彦/編曲：L.O.E
10. 讓時光倒流（時を戻して）
作詞：絢香/作曲：西尾芳彦、絢香/編曲：上杉洋史
11. 1・2・3・4
作詞：絢香/作曲：西尾芳彦/編曲：L.O.E
至今唯一以男性觀點所寫的曲子。
12. Story
作詞：絢香/作曲：西尾芳彦、絢香/編曲：L.O.E
13. Lai la lai（ライラライ）
作詞：絢香/作曲：西尾芳彦/編曲：L.O.E
14. 三日月
作詞：絢香/作曲：西尾芳彦、絢香/編曲：L.O.E
15. message
作詞：絢香/作曲：絢香/編曲：絢香
以無伴奏合唱構成的歌曲。